# Baila conmigo (telenovela)
Este artículo trata sobre la telenovela mexicana, para la telenovela brasileña, véase Baila conmigo (telenovela brasileña).
Baila conmigo es una telenovela mexicana juvenil producida por Luis de Llano Macedo para Televisa en 1992. Está protagonizada por Eduardo Capetillo y Biby Gaytán, con las actuaciones antagónicas de Paulina Rubio, Rafael Rojas y Claudia Islas.

## Argumento
La historia está ambientada a fines de la década de 1960 en la era del nacimiento del Rock and Roll. La juvenil y popular Pilar se enamora del ambicioso Bruno, quien solo busca una aventura. Andrea, la mejor amiga de ella, también se interesa en él y decide conquistarlo a pesar de no ser tan atractiva como Pilar.
Aunque Bruno se siente más atraído por Pilar, juega con ambas. Por otra parte, Eddy, un joven aspirante a cantante, está enamorado de Pilar, pero al ver que ella se entrega -con engaños- a Bruno, se aleja. Cuando Andrea le ofrece a Bruno convertirlo en un exitoso cantante -su padre es propietario una radiodifusora- él deja destrozada y humillada a Pilar. Pilar se convierte en novia y prometida de Eddy, pero poco antes de la boda, Bruno reaparece, separando a Pilar y haciéndole creer a Eddy que han huido juntos. Dolido por segunda vez, Eddy ya no quiere saber nada más del amor de su vida.
También encontramos otros personajes, Germán, el padre de Andrea y Tomás, que es un Don Juan empedernido. Él cae en las redes de una mujer sofisticada y superficial, pero encontrará el verdadero amor con Lety, su secretaria. Nelly Moll, otra actriz famosa que no se resigna al paso de los años y por ello obliga a vestir a su hija Clarita como una niña pequeña para no sentirse vieja. Nelly esconde un profundo secreto, pero Adolfo lo sabe y lo usará para chantajearla. El Tuerto, un usurero que vive en la calle y afeado por una cicatriz en su rostro. Luego está doña Refugio, quien es la madre de Eddy y Rosario, ella es una cantante de boleros que vive rememorando a su marido muerto. Y Teresa, quien es la madre de Pilar y una gran amiga de su hija.
A continuación una breve descripción de los personajes de Baila Conmigo:
- Pilar Armendia: Es la chica popular de la escuela donde estudia, es bonita, alegre y muy buena muchacha además saca buenas calificaciones y sobresale en las competencias de natación en su escuela. Se enamora perdida y equivocadamente de Bruno ya que éste jugará con ella y la hará sufrir ya que solo busca una aventura.
- Eddy López: Es un muchacho de bien, lucha por convertirse en un exitoso cantante de Rock 'n' Roll y de conquistar a Pilar. Es buen amigo, hermano e hijo.
- Germán de la Reguera: Es un empresario dueño de una radiodifusora, viudo desde hace varios años busca rehacer su vida. Tiene dos hijos: Andrea y Tomás.
- Andrea de la Reguera: Es una chica calculadora, padece de asma la cual en ocasiones utiliza para llamar la atención, logra lo que se propone a base de intrigas y chantajes, consigue el apoyo de su padre por encima de todo. Logra ser novia de Bruno a pesar de que él no siente nada por ella y solo la buscará por conveniencia.
- Bruno Ventura: Es admirador de Elvis Presley y sueña con convertirse en un famoso cantante a pesar de carecer de talento. Es un tipo tramposo que busca la oportunidad de sobresalir. Desprecia profundamente a su padre ya que lo considera culpable de la muerte de su madre. Juega sentimentalmente con Pilar y Andrea.
- Nelly Moll: Su verdadero nombre es Natalia Morales, Nelly Moll es su nombre artístico, es una actriz de cine retirada del medio desde hace varios años, tiene un pasado oscuro. Se niega al paso de los años y se empeña en ser joven. Busca a toda costa la fortuna de Germán y para ello lo enamora y posteriormente se comprometen en matrimonio. Es una mujer de mal carácter e intransigente.
- Tomás de la Reguera: Es un buen muchacho pero rebelde, actúa sin ataduras, le gusta mucho los arrancones a pesar de las prohibiciones de su padre, cuando encuentra el amor lucha por conservarlo.
- Clarita: Es la hija de Nelly Moll, a pesar de que ya es una adolescente es obligada por su madre a vestirse como niña y peinarse con colitas en contra de su voluntad y que además es obligada a trabajar en un programa de radio para niños y que crean que realmente es una niña como ellos. A menudo sufre las humillaciones de su madre. Tiene dos grandes sueños: ser una gran cantante de Rock 'n' Roll y tener el amor de Eddy.
- Rosario López: Es la hermana de Eddy, buena muchacha, bailarina y hace muy buenos trabajos de costura, es capaz de entregarse a todo por amor.
- Refugio: Es la madre de Eddy y Rosario, viuda y dueña de una carpa que le dejó su esposo, canta boleros. Ve mucho por sus hijos y ayuda a los que lo necesitan.
- Rebeca: Es una adolescente amiga de Pilar y Andrea, vive de prejuicios religiosos inculcados por su madre. Es una chica muy bien portada, conoce a Samuel de origen judío (ella es cristiana) y se enamora perdidamente de él.
- Lety: Es la secretaria de Germán, tiene buenos principios y poco a poco va sintiendo un gran amor hacia Germán.
- Teresa: Es la madre de Pilar, es muy abierta y es la confidente y amiga de Pilar, vela por la felicidad de su hija.
- Catalina: Madre de Rebeca, es una mujer muy seria y fría, es muy apegada a sus principios religiosos y que le han sido inculcados a su hija. Prohíbe a su hija una relación con alguien que no lleve sus creencias.
- Consuelo: Es la sirvienta de Germán, Andrea y Tomás. Es una gran mujer que solo quiere el bien de todos.
- El Tuerto: Es un vándalo, mafioso y tramposo que solo busca el amor de Rosario y sabe que la tiene en sus manos a ella y a su familia ya que les prestó una gran cantidad de dinero que les cobra con intereses muy altos y a menudo los amenaza si no es correspondido por ella.
- Adolfo Quezada: Es un vividor oportunista, chantajea a Nelly con decir la verdad a todo mundo acerca de su pasado oscuro si no le da dinero.
- Samuel: Es un chico estudioso y talentoso que estudia piano en el Conservatorio, es de origen judío y se enamora de Rebeca a pesar de no tener sus mismas creencias; luchará por su amor a costa de sus padres.
- Patricio Martínez: Es un talentoso y divertido locutor de radio quien inició la difusión del Rock 'n' Roll a pesar de que Germán, dueño de la difusora estuvo reacio pero finalmente aceptó. Apoya mucho a Eddy para que logre ser un cantante famoso.
- Fidel: Es padre de Bruno, es un buen hombre, quedó viudo hace años, es despreciado por su hijo al considerarlo culpable de la muerte de su madre; estuvo hace años en el alcoholismo y ahora busca remendar sus errores aunque para tener el amor de su hijo.
- Jacobo: Padre de Samuel, es judío y solo le interesa que su hijo sea un gran pianista y se case con una judía.
- Sara: Madre de Samuel, a pesar de que también es judía finalmente quiere que su hijo sea feliz con la mujer que ama.
- Mary Jean: Es la amiga norteamericana de Andrea quien conoció cuando se fue a Estados Unidos a iniciar su tratamiento contra el asma que padece. Mary Jean llega a México a pasar una temporada a casa de Andrea y es recibida con una fiesta. Es una talentosa y simpática maestra de baile.
- Kiko: Es un muchacho simpático y amigo de Samuel, encuentra el amor en Mary Jean.
- Plácido: Padre de Kiko, es de origen español que tiene un negocio de abarrotes, es muy alegre pero muy tacaño.
- Lupe: Madre de Kiko y esposa de Plácido, de carácter muy alegre, siempre critica a su esposo por ser tacaño.

## Elenco
- Eduardo Capetillo - Eduardo "Eddy" López Cortés
- Biby Gaytán - Pilar Armendia Rentería
- Paulina Rubio - Andrea de la Reguera Mascaró
- Rafael Rojas - Bruno Ventura Núñez
- Joaquín Cordero - Germán de la Reguera
- Claudia Islas - Natalia Morales Alcalá / Nelly Moll
- Alexis Ayala - Tomás de la Reguera Mascaró
- Amparo Arozamena - Consuelo Arroyo
- María Victoria - Refugio Cortés vda. de López
- Stephanie Salas - Clarita / Clarissa
- Andrea Legarreta - Rebeca
- Rodrigo Vidal - Samuel
- Lorena Rojas - Rosario López
- Angélica Ruvalcaba - Mary Jean #1
- María Rebeca - Mary Jean #2
- Gerardo Gallardo - Kiko
- Sergio Jiménez - El Tuerto
- Margarita Isabel - Catalina
- Pedro Weber "Chatanuga" - Plácido
- Abraham Stavans - Jacobo
- Óscar Traven - Adolfo Quezada
- Dacia González - Teresa
- Martha Ofelia Galindo - Lupe
- Martha Resnikoff - Sara
- Marta Aura
- Mayra Rojas - Lety
- Giorgio Palacios - Patricio Martínez
- Héctor Gómez - Fidel Ventura
- Arturo Adonay - Jairo
- Alejandro Treviño - Popotes
- Leonardo Daniel - Óscar del Prado
- Raymundo Capetillo
- Sergio Acosta
- Mauricio García
- Alejandro Montoya - Gonzalo
- Alejandro Carrera
- Manuel Gurría
- Tere Mondragón
- Lily Garza
- Mapy Sordo
- Belinda Miranda
- Roberto Miquel
- Susana García Cantú
- Zulema García
- Gabriela Salomón
- Susana Ruiz
- Alice Briceño
- Francisco Casasola
- Patricia Valdés
- Jacqueline Voltaire - Mamá de Mary Jean

## Banda sonora
La telenovela sacó un CD con las canciones usadas en esta, cantadas por los mismos actores. Fue un gran éxito de ventas.
1. Baila conmigo el rock and roll - Eduardo Capetillo, Biby Gaytán, Paulina Rubio, Stephanie Salas y Gerardo Gallardo
2. De cachetito - Andrea Legarreta y Rodrigo Vidal
3. Olvídame - Biby Gaytán
4. Mary Jean - Gerardo Gallardo
5. Tonterías - Stephanie Salas
6. El primer adiós - Biby Gaytán
7. Te quiero amar - Los Gatos
8. Baila conmigo - Eduardo Capetillo, Gerardo Gallardo, El Gato, Paulina Rubio, Biby Gaytán, Rodrigo Vidal, Stephanie Salas y Angélica Ruvalcaba
9. Alguien nos quiere juntos - Angélica Ruvalcaba
10. Si es amor - Rodrigo Vidal
11. Sueña y baila conmigo - Paulina Rubio
12. Cómo la vamos a pasar - Los Gatos

Posteriormente salió a la venta, bajo el sello Melody, un segundo CD llamado "Recuerdos de Baila Conmigo" con más canciones relacionadas con la telenovela y la época, interpretado por más miembros del elenco:
1. Grandes luces de fuego (Great balls of fire) - Alexis Ayala
2. Humo en tus ojos (Smoke gets in your eyes) - Lorena Rojas
3. Chica alborotada (Tallahassee Lassie) - Los Gatos
4. Colina azul (Blueberry hill) - Rodrigo Vidal
5. Sólo tú (Only You) - Los Dinámicos
6. No soy rebelde - Alejandro Treviño
7. Mi pueblo (My home town) - Rodrigo Vidal
8. Tus ojos - Alexis Ayala
9. El pájaro (Surfin' Bird) - Giorgio Palacios
10. Mi novio volvió (My boyfriend's back) - Stephanie Salas
11. Me amarás mañana (Will you love me tomorrow) - Andrea Legarreta
12. Confidente de Secundaria (High school confidential) - Los Gatos
13. La plaga (Good Golly Miss Molly) - Alexis Ayala
14. Viva la Gula (Be Bop a Lula) - Gerardo Gallardo
15. Un buen día (One fine day) - Stephanie Salas

## Cortina musical
Si bien originalmente se usó como tema musical principal Baila conmigo el rock and roll interpretado por Eduardo Capetillo, Biby Gaytán, Paulina Rubio, Stephanie Salas y Gerardo Gallardo, para la emisión en Venezuela se empleó el tema Indiferente, interpretado por Eduardo Capetillo.

## Premios

### Premios TVyNovelas 1993
| Categoría                  | Nominado(a)       | Resultado |
| -------------------------- | ----------------- | --------- |
| Mejor villano              | Rafael Rojas      | Nominado  |
| Mejor primer actor         | Joaquín Cordero   | Nominado  |
| Mejor actriz joven         | Biby Gaytán       | Nominada  |
| Mejor actor joven          | Eduardo Capetillo | Nominado  |
| Mejor revelación femenina  | Paulina Rubio     | Nominada  |
| Mejor revelación masculina | Alexis Ayala      | Nominado  |
| Mejor revelación masculina | Gerardo Gallardo  | Nominado  |
| Mejor dirección de cámaras | Patty Juárez      | Ganadora  |

### Premios Eres 1993
| Categoría                     | Nominado(a)          | Resultado |
| ----------------------------- | -------------------- | --------- |
| Mejor productor de telenovela | Luis de Llano Macedo | Ganador   |
| Mejor actor coestelar         | Alexis Ayala         | Ganador   |
| Mejor director de escena      | Manolo García        | Ganador   |